# USS Bon Homme Richard (CV-31)
O USS Bon Homme Richard (CV-31) é um porta-aviões da Marinha dos Estados Unidos, pertencente à Classe Essex.
|  |  |